# Tom Gloy
Tom Gloy (ur. 11 czerwca 1947 roku w Lafayette) – amerykański kierowca wyścigowy.

## Kariera
Gloy rozpoczął karierę w międzynarodowych wyścigach samochodowych w 1971 roku od startów w SCCA National Championship Runoffs Formula F, gdzie jednak nie był klasyfikowany. W późniejszych latach pojawiał się także w stawce Grand Prix de Trois-Rivieres, CASC Player's Challenge Series, Formuły Atlantic (mistrz w 1979 roku), USAC National Championship, Peter Stuyvesant International Formula Pacific Series, Grand Prix Makau, Europejskiej Formuły 2, North American Formula Atlantic Championship, Champ Car, World Championship for Drivers and Makes, IMSA Camel GT Championship, International Race Of Champions, IMSA Camel GTO oraz Liquid Tide Trans-Am Tour.
W Europejskiej Formule 2 Amerykanin wystartował w dwóch wyścigach sezonu 1980 w bolidzie Ralt. Nigdy jednak nie zdobył punktów. Został sklasyfikowany na 37 miejscy w końcowej klasyfikacji kierowców.